# Alessio Castro-Montes
Alessio Castro-Montes (* 17. Mai 1997 in Sint-Truiden) ist ein belgischer Fußballspieler, der beim Erstligisten Royale Union Saint-Gilloise unter Vertrag steht.

## Karriere
Alessio Castro-Montes wurde im flämischen Sint-Truiden als Sohn eines spanischen Vaters und einer belgischen Mutter geboren. Er begann mit dem Fußballspielen bei der VV Gelmen. Nachdem er anschließend in den Nachwuchsabteilungen von Standard Lüttich und des RSC Anderlechts gespielt hatte, kehrte er zurück in seine Heimatstadt zu der VV St. Truiden. Sein Debüt als Profi für die erste Mannschaft gab er am letzten Spieltag der Spielzeit 2015/16 (7. Mai 2016) bei der 0:3-Heimniederlage gegen den RSC Charleroi, als er in der 75. Spielminute für Victorien Angban eingewechselt wurde. In der folgenden Saison 2016/17 bestritt er kein einziges Ligaspiel.
Zur Spielzeit 2017/18 wechselte Alessio Castro-Montes zum Ligakonkurrenten KAS Eupen aus Eupen im deutschsprachigen Teil Belgiens. Kam er in der regulären Saison zu lediglich sieben Einsätzen – überwiegend als Einwechselspieler –, spielte er in der Play-off-Runde um die Teilnahme am internationalen Geschäft häufiger, aber auch nicht immer in der Startelf. In der Saison 2018/19 war Castro-Montes ab Dezember 2019 Stammspieler als rechter Außenverteidiger und qualifizierte sich mit dem Verein aus Eupen genau wie in der vorangegangenen Saison für die Play-off-Runde um die Teilnahme am internationalen Geschäft, wo er ebenfalls seinen Platz in der Stammelf behielt. Insgesamt kam er in dieser Spielzeit zu 21 Einsätzen und schoss zwei Tore.
Am 17. Juni 2019 wechselte Alessio Castro-Montes für eine Ablösesumme in Höhe von 1,2 Millionen Euro zum Ligakonkurrenten KAA Gent, wo er einen Dreijahresvertrag unterzeichnete. In seiner ersten Saison kam er in der Liga zu 21 Einsätzen in 29 möglichen Ligaspielen bis zum Abbruch der Saison infolge der COVID-19-Pandemie und stand in 14 Partien in der Startformation. Dazu kamen zwei Pokalspiele. Mit KAA Gent spielte Castro-Montes zudem in der UEFA Europa League, wo sie sich in der Qualifikation gegen FC Viitorul Constanța, AEK Larnaka und gegen HNK Rijeka durchsetzten und sich somit für die Gruppenphase qualifizierten. Die Gegner dort waren die AS Saint-Étienne, FK Oleksandrija und der VfL Wolfsburg; als Gruppenzweiter zog KAA Gent in das Sechzehntelfinale ein, wo gegen die AS Rom Endstation war. Alessio Castro-Montes kam im internationalen Wettbewerb zu acht Einsätzen.
In der Saison 2020/21 gelang Alessio Castro-Montes sein Durchbruch im Verein, als er sich in der Stammelf behauptete und dabei im Laufe der Spielzeit sowohl auf beiden Seiten in der Verteidigung (rechts und links) als auch als rechter Mittelfeldspieler eingesetzt wurde; in jedem seiner 37 Einsätze bei 40 möglichen Ligaspielen mit sieben Toren gehörte er zur Startelf. Als Vizemeister der vorangegangenen Saison qualifizierte sich KAA Gent für die Qualifikation zur UEFA Champions League und setzte sich in der dritten Qualifikationsrunde gegen den SK Rapid Wien durch, ehe in den Play-off-Spielen Dynamo Kiew Endstation bedeutete; in der folgenden Europa-League-Gruppenphase verloren die Belgier alle Spiele und schieden somit aus dem europäischen Wettbewerb aus. Castro-Montes bestritt neun Spiele im Europapokal und erneut zwei im belgischen Pokal.
In der Spielzeit 2021/22 spielte Castro-Montes, der weiterhin zu den Stammkräften gehörte, mit seinem Verein in der neugeschaffenen UEFA Europa Conference League und schied dort im Achtelfinale gegen PAOK Thessaloniki aus. Im Punktspielalltag gelang die abermalige Qualifikation für den europäischen Wettbewerb, wobei er 35 von 40 möglichen Ligaspielen bestritt, in denen er vier Tore schoss. Zudem gewann KAA Gent durch einen Sieg im Elfmeterschießen gegen den RSC Anderlecht den belgischen Pokalwettbewerb.
In der Saison 2022/23 musste Alessio Castro-Montes zwischenzeitlich verletzungsbedingt pausieren, dennoch war er Teil der Stammelf. Er kam auf 31 von 40 möglichen Ligaspielen, in denen er ein Tor schoss. In den Play-offs zur Europa League schied KAA Gent gegen Omonia Nikosia aus. In der folgenden Europa-Conference-League-Kampagne erreichte der Verein das Viertelfinale und schied dort gegen den späteren Titelträger West Ham United aus. Montes-Castro bestritt elf Spiele im Europapokal. Im belgischen Pokal schieden Castro-Montes und KAA Gent als Titelverteidiger im Viertelfinale gegen Royale Union Saint-Gilloise aus. Dabei wurde er in drei Spielen eingesetzt. Außerdem wurde er im verlorenen Spiel um den Supercup gegen den FC Brügge eingesetzt.
In der nächsten Saison wurde er nur im ersten Ligaspiel sowie den ersten drei Qualifikationsspielen zur Conference League eingesetzt. In den jeweils nächsten drei Spielen gehörte er nicht zum Spieltagskader. Anfang September 2023 wechselte er zum Ligakonkurrenten Royale Union Saint-Gilloise, bei dem er einen Vertrag mit einer Laufzeit von drei Jahren sowie der Option der Verlängerung um ein weiteres Jahr unterschrieb.
In seiner ersten Saison bestritt er für RUSG 33 von 36 möglichen Ligaspielen, bei denen er vier Tore schoss, sowie 10 Spiele im Europapokal und vier Pokalspiele. Erneut gewann er in dieser Saison, diesmal mit Saint-Gilloise, den belgischen Pokal. In der nächsten Saison waren es 23 von 40 möglichen Ligaspielen mit zwei geschossenen Toren, ein Pokalspiele, vier Spiele im Europapokal sowie das gewonnene Spiel um den belgischen Supercup. Die Saison endete mit dem Gewinn der belgischen Meisterschaft.

## Erfolge
- Belgischer Meister: 2024/25 (Royale Union Saint-Gilloise)
- Belgischer Pokalsieger:
  - KAA Gent: 2021/22
  - Royale Union Saint-Gilloise: 2023/24
- Gewinner belgischer Supercup: 2024 (Royale Union Saint-Gilloise)